# Grekland i olympiska vinterspelen 1998
Grekland deltog med 13 deltagare vid de olympiska vinterspelen 1998 i Nagano. Ingen av landets deltagare erövrade någon medalj.